# Chloe Hosking
Chloe Hosking (Bendigo, Victòria, 1 d'octubre de 1990) és una ciclista australiana professional des del 2010 i actualment a l'equip Alé Cipollini.

## Palmarès
- 2008
  - Vencedora de 3 etapes al Canberra Tour
- 2009
  - 1a al Tour of Chongming Island i vencedora de 2 etapes
  - 1a a Wellington
  - 1a a l'Omloop der Kempen
  - Vencedora d'una etapa al Westfriese Dorpenomloop
- 2010
  - Vencedora de 2 etapes al Nature Valley Grand Prix
- 2011
  - 1a a la Santos Women's Cup i vencedora de 2 etapes
  - Vencedora d'una etapa al Tour of Chongming Island
  - Vencedora d'una etapa a la San Dimas Stage Race
- 2012
  - 1a a la Drentse 8 van Dwingeloo
  - 1a a la Halle-Buizingen
  - Vencedora d'una etapa a la Ruta de França
- 2013
  - Vencedora d'una etapa al Ladies Tour of Qatar
  - Vencedora d'una etapa al Boels Ladies Tour
- 2014
  - 1a a l'Omloop van Borsele
  - Vencedora d'una etapa al Lotto-Belisol Belgium Tour
- 2015
  - 1a al 7-dorpenomloop Aalburg
  - 1a a La Classique Morbihan
- 2016
  - 1a al Tour of Chongming Island i vencedora d'una etapa
  - 1a a La Course by Le Tour de France
  - 1a al Gran Premi Bruno Beghelli
  - Vencedora d'una etapa al Ladies Tour of Qatar
  - Vencedora d'una etapa al Giro d'Itàlia
  - Vencedora d'una etapa a la Ruta de França
- 2017
  - 1a a la Drentse Acht van Westerveld
  - Vencedora d'una etapa al Santos Women's Tour
  - Vencedora d'una etapa al The Women's Tour
  - Vencedora d'una etapa al Ladies Tour of Norway
- 2018
  - Vencedora d'una etapa al Santos Women's Tour
  - 1a a Cadel Evans Great Ocean Road Race Women
- 2019
  - 1r al Tour de Guangxi
  - Vencedora d'una etapa al Santos Women's Tour
  - Vencedora d'una etapa a la Women's Herald Sun Tour
  - Vencedora d'una etapa al Giro de Toscana-Memorial Michela Fanini
  - Vencedora d'una etapa a La Madrid Challenge by La Vuelta

- 2020
  -  Campió d'Austràlia en critèrium
  - Vencedora d'una etapa al Santos Women's Tour